# The Last in Line
The Last in Line —en español: El último de la fila — es el segundo disco de estudio de la banda de heavy metal Dio, lanzado el 2 de julio de 1984. Fue certificado con Oro (500 000 unidades vendidas) por la RIAA el 12 de septiembre de 1984, y fue el primer disco de Dio en ganar la certificación de Platino, el 3 de febrero de 1987.
Es el segundo disco de Dio con el guitarrista Vivian Campbell (ahora en Def Leppard) y el primero con el teclista Claude Schnell (ex-Rough Cutt).

## Lista de canciones
1. "We Rock" (Dio) – 4:33
2. "The Last in Line" (Dio, Vivian Campbell, Jimmy Bain) – 5:46
3. "Breathless"(Dio, Campbell) – 4:09
4. "I Speed at Night" (Dio, Campbell, Bain, Vinny Appice) – 3:26
5. "One Night in the City" (Dio, Campbell, Bain, Appice) – 5:14
6. "Evil Eyes" (Dio) – 3:38
7. "Mystery" (Dio, Bain) – 3:55
8. "Eat Your Heart Out" (Dio, Campbell, Bain, Appice) – 4:02
9. "Egypt (The Chains Are On)" (Dio, Campbell, Bain, Appice) – 7:01

## Personal
- Ronnie James Dio – Voz
- Vivian Campbell – Guitarra
- Jimmy Bain – Bajo
- Claude Schnell - Teclados
- Vinny Appice – Batería